# Cellorigo
Cellorigo és un municipi de la Rioja, a la regió de la Rioja Alta. És al nord-oest de la província, en els becs del mateix nom sobre els Monts Obarenes, també coneguts com a Peña Luenga.

## Història
El 882 succeïx la primera batalla de Cellorigo entre les tropes del príncep Al-Mundir de Còrdova i el comte d'Àlaba Vela Jiménez de la Família Vela, defensor del castell. Vela en va sortir victoriós. Es va repetir la contesa l'any següent amb el mateix desenllaç. Després de Vela, el castell esdevé patrimoni dels comtes d'Àlaba, i apareixen com senyors de Cellorigo els seus fills Munio Vélaz i Vela Ovecoz.
El rei Garcia IV Sanxes III de Navarra el de Nájera, en la seva carta d'arres, cedeix a la seva esposa Estefania de Foix, entre altres castells i poblats, el de Cellorigo. El 1049 el senyor Muño Téllez va vendre al bisbe Gomesano i a l'abat de San Millán el monestir de San Pelayo de Cellorigo. El 1060 el senyor Tello Muñoz lliurà a San Millán el monestir de San Pelayo de Cellorigo que havia usurpat. El 1064 o 1065 el rei de Castella Ferran I va donar en tinença el Castell de Cellorigo a Rodrigo Álvarez, avi matern de El Cid.
El 1099 Alfons VI en el Fur de Miranda cedeix a aquesta vila tot el territori del Alfoz de Cellorigo. Però tant la vila com el castell han de romandre lliures i independents. El 1117 Alfons I d'Aragó i Pamplona confirma una carta de donació feta al monestir de Santa María la Real de Nájera i hi nomena Oriol Azenáriz senyor de Cellorigo. El 1151 Alfons VII de Castella inclou Cellorigo en el fur de Cerezo. El 1174 Alfons VIII proposa al rei Sanç VI de Navarra, sotmetre l'assumpte de les fronteres a l'arbitratge d'Enric II d'Anglaterra, i oferix com garantia els castells d'Arnedo, Nájera i Cellorigo. En l'escriptura de compromís s'anomena Cellorigo castell de jueus, "Celorigon castellum iudeorum".
El 1181 el senyor Diego López II d'Haro mana fer una perquisició quan era tinent del Castell de Cellorigo Oriol per mandat del rei Alfons VIII. El 1191 se cita Martín Bravo, majordom del rei, com senyor o tinent de Cellorigo. El 1213 el rei Alfons VIII ordena fer altra perquisició per a dirimir un litigi entre Cellorigo, Arce i Foncea. El 1288 el rei Sanç IV de Castella annexiona Cellorigo en concepte de llogaret a la vila de Miranda. El 1360 Pere I de Castella arrabassà els llogarets de Cellorigo i Galbárruli a Miranda i les hi lliura a Vitòria.
El 1371 Enric II de Castella anul·la la donació anterior del seu germà Pere, i fa donació a la ciutat de Burgos de la vila de Miranda amb els seus llogarets, entre elles Cellorigo amb el seu castell. El 1372 Enric II disposa que el Castell de Cellorigo sigui inclòs en l'antic blasó de la ciutat de Burgos. Entre els anys 1406 i 1449 durant el regnat de Joan II de Castella, el Castell de Cellorigo cau almenys dues vegades en poder de Pedro Sarmiento, comte de Salinas, i del seu incondicional Lope Sánchez de Velandia. La ciutat de Burgos s'imposa i recupera la sobirania del Castell.
El 1426 el concejo de Burgos nomena alcaid del Castell de Cellorigo Juan Martínez. El 1464 Diego de Sarmiento (Comte de Salinas) posa cèrcol al Castell de Cellorigo amb intenció d'apoderar-se'n. El Concejo de Burgos envià reforços de tropes que aconsegueixen aixecar el cèrcol i rendir als rebels. És el tercer setge conegut després de les dues batalles del segle ix. En els anys 1521 i 1524 Carles I d'Espanya fa lliurament de la fortalesa de Cellorigo a Diego de Rojas i Juan de Rojas. Després de la protesta enèrgica de la ciutat de Burgos, aquesta aconsegueix que li sigui retornat el Castell.
El 1734 Felip V concedeix a la vila el Privilegi de Vilatge. Posteriorment sembla que la vila va perdre la seva autonomia, tornant a recuperar-la El 1743 i mantenint-la fins als nostres dies.